# Хвороби рослин
Хвороби рослин — порушення нормальної життєдіяльності рослинного організму, яке проявляється в розладі його фізіологічних функцій і структури. Хвороби рослин призводять до ураження окремих органів або загибелі всієї рослини, отже — до зниження урожаю і якості рослинницької продукції. Причиною Хвороби рослин можуть бути патогенні чинники (віруси, бактерії та інші організми) й несприятливі умови середовища. Розрізняють інфекційні і неінфекційні хвороби рослин. Інфекційні хвороби рослин залежно від збудників, поділяють на грибні хвороби рослин, бактеріальні хвороби рослин, вірусні хвороби рослин, нематодні хвороби рослин і хвороби, збудниками яких є рослини-паразити (Омела, Вовчок, Повитиця тощо).

## Причини
Неінфекційні хвороби рослин виникають внаслідок високої або низької температури, різких коливань температури повітря й ґрунту (наприклад, вигоряння посівів, вимерзання рослин, випирання рослин); внаслідок надлишку або нестачі вологи (зокрема, вимокання посівів, стікання рослин, передчасне в'янення рослин); порушення режиму мінерального живлення рослин, неправильного співвідношення елементів живлення в ґрунті та інше. Залежно від локалізації розрізняють місцеві і загальні хвороби рослин. Місцеві хвороби рослин характеризуються ураженням окремих органів рослини у вигляді плямистостей (церкоспороз буряків, картоплі, септоріоз злаків, коколікоз вишні і черешні), пустул (іржа рослин), порошкоподібного або павутинного нальоту (Борошниста роса, Несправжня борошниста роса), наростів (пухирчаста сажка кукурудзи). При загальних хворобах рослин, найчастіше спостерігається в'янення рослин в цілому внаслідок ураження судинної системи (наприклад, фузаріози льону, вілт бавовнику, картоплі, соняшника тощо). За характером прояву, виділяють латентні (приховані) хвороби рослин, які протікають без симптомів (деякі вірусні, мікоплазмові і бактеріальні хвороби); хронічні хвороби рослин, коли рослина хворіє тривалий час або увесь період життя (гниль деревини, чорний рак яблуні). Хвороби рослин передаються з насінням і садивним матеріалом, рослинними рештками, через ґрунт, інвентар, комахами, вітром, водою тощо.
У непорушених людиною фітоценозах шкода трав'янистим та нетрав'янистим рослинам, якої завдають гриби, є невеликою, більш того, вони виконують важливі функції регуляторів чисельності компонентів фітоценозів. Інша картина спостерігається у посівних сільськогосподарських культур (агроценозах) й лісних масивах, які зазнали антропогенного впливу. Такі рослинні спільноти часто зазнають масових захворювань (епіфітотій), які, якщо не проводити спеціальних захисних заходів (посів й посадка стійких сортів, обробка насіння й вегетуючих рослин хімічними речовинами — фунгіцидами й ін.), можуть викликати гибель усієї популяції.
Причини масових хвороб пов'язані із порушенням людиною природних чинників, регулюючих взаємовідносини рослин й їх паразитів.
1. Замість складних багатовидових фітоценозів, у яких випадково розподілені по ступені сприйняття до того чи іншого гриба види, у сільськогосподарських посівах й лісових посадках переважають чисті культури одного виду або навіть сорти рослин, на яких вірулентний для них вид або штам паразиту розвивається із швидкістю лісної пожежі.
2. Разом із рослинами, інтродукованими у нові регіони, туди попадають й їхні паразити, які можуть перейти на місцеві рослини, які не мають вироблених у процесі коеволюції механізмів стійкості до цих паразитів.
3. Орна культура, застосування добрив й інші агротехнічні прийоми привели до корінних змін умов існування ґрунтових мікроорганізмів. Впала чисельність безидіальних грибів, міцелій яких інгібує розвиток сумчастих й недосконалих грибів — основних паразитів рослин. Останні не лише збільшили свою чисельність, але й підвищили патогенні властивості по відношенню до рослин, стали збудниками гниття коріння й інших хвороб рослин.
4. Високе рекреаційне навантаження на лісові масиви (витоптування й ущільнення ґрунту, що призводить до зниження аерації коріння), наявність шкідливих речовин (ксенобіотиків) у повітрі й ґрунті знижують природні механізми стійкості до хвороб.

Масові хвороби рослин призводили до голоду й гибелі населення у місцях, де вирощувалася лише одна харчова культура. Наприклад, у 40-х роках 19 ст. від неурожаю картоплі, викликаного фітофторозом, померло й імігрувало за океан більшість населення Ірландії, а через сто років подібна біда (гибель 2 мільйонів жителів) сталася у Бенгалії, внаслідок гибелі рису від гельмінтоспоріозного опіку листя. Грибні хвороби рослин, зокрема іржавіння, зіграли вирішальну роль у переміщенні центру вирощування кави з Південно-Східної Азії (Індії, Цейлону) до Південної Америки. На західному узбережжі США рак каштанів, викликаний сумчастим грибом Cryphonectria parasitica, призвів до зміни ландшафтів: каштанові ліси замінилися кущовими зарослями.

## Самозахист рослин (хімічний поєдинок)
У процесі еволюції у рослин виробилися захисні функції. Наприклад, часник має у складі речовини із фітонцидними властивостями (наприклад, хлорелін, томатин, сатівін). Аспектом міжвидової взаємодії рослин та мікроорганізмів є стресові метаболіти рослин, або фітоалексини. Фітоалексини — антибіотичні речовини, які утворюються у тканинах рослин, коли до них попадає мікробна інфекція. Їхній біосинтез індукується або різко інтенсифікується лише при контакті клітин рослини-господаря із мікроорганізмом, тобто в результаті взаємодії двох метаболічних систем. Захисна реакція спостерігається лише у живих тканин, а їх розвиток призводить до некрозу, тобто фітоалексини — це продукти некробіозу клітини господаря. Антибіотична дія фітоалексинів обумовлена тим, що у високій концентрації вони порушують центральні процеси обміну — біосинтез нуклеїнових кислот та білка, дихання, окисне фосфорилювання, та змінюють проникність клітинних мембран; хоча фітоалексини не специфічні по відношенню до грибів, останні можуть бути чутливими до них різною мірою. Стійкість рослини до дії патогенів визначається швидкістю накопичення фітоалексинів в ураженій ділянці: чим швидше вони там накопичуються, тим стійкішою є рослина по відношенню до даного мікроорганізму, швидкість цієї реакції є генетично детермінованою. Утворення фітоалексинів обмежується лише ураженою тканиною й тканинами, які оточують осередок інфекції. Сутність процесу — відгородження частини заради спасіння цілого.
Фітоалексини рослин, які відносяться до різних класів є несхожими між собою, але всередині сімейства вони зазвичай належать до близьких структурних типів. Для бобових (гороху, фасолі, вики, клеверу, люцерни) характерні геероциклічні сполуки — похідні птерокарпану: пізатин, гомопізатин, медикарпін, глюкозид трифоліризин, фасеолін тощо. У Vicia fava, крім того, у відповідьна зараження Botrytis cinerea або Botrytis Fabae виробляються ацетиленові фітоалексини, наприклад вієронепоксид. У коріннях моркви у відповідь на мікробну інфекцію виробляються 6-метоксимеллеїн, У бульбі орхідеї — орхінол, у бульбі атату — іпомеамарон. Із стебла зараженої вілтом бавовни виділений ізогемігосипол, який є фітоалексином, комбінуючим у собі фенольну та секвітерпенову природу. Для пасльонових у відповідь на мікробну інфекцію в уражених тканинах відбувається перебудова метаболізму ізопреноїдів: синтез звичайних для здорової рослини тритерпенів й стероїдних алкалоїдів поступається інтенсивному біосинтезу сесквітерпенових фітоалексинів. З картоплі, ураженої фікоміцетом Phytophtora infestans, виділені лубімін, оксілубімін, солаветівон, фітуберин й ризитин; усі вони мають сильну антифунгальну дію. Картопля та інші рослини сімейства пасльонових (Salanacteae) піддається фітофторозу — захворюванню, яке викликається грибами Phytophtora. Деякі сорти картоплі є стійкими до інфекції, оскільки відповідають виробленням фітоалексинів, наприклад, з сорту «Ріширі» був виділений фунгітоксичний метаболіт, який назвали рішитином. У табака у інфікованому листі з'являється квієзон — потужний інгібітор проростання конідій у Perenospora tabacina. У дурману Datura stramonium окрім лубіміну й оксилубіміну утворюється гермакрендіол. Для винограду й інших представників Viticaceae фітоалексинами є резвератрол й його циклоолігомери: димер ε-вініферин, тример α-вініферин тощо. Соя (Glycine max L.Merrill) виробляє фітоалексин, який накопичується у місцях травм тканин або при інфекції. При уражені сосни виробляється піостробін. У листях евкаліпта знайдено робустаол - компонент протималярійного комплексу речовин. Хімічну природу діфенілметанів мають також деякі антибактеріальні інгредієнти звіробоїв (Hypericum). Наприклад, друмондіни з H.drummondii по активності проти грампозитивних бактерій переважають антибіотик стрептоміцин. У лусці цибулі міститься пірокатехін, що дозволяє протистояти шкідникам. В цибулі міститься антибіотик алін. Бензойна кислота є фітоалексином яблуні, який виробляється у її листі у відповідь на інфікування дерева грибком Nectria galligena. Якщо придивитися до листя томату, то можна побачити, що вони покриті трихомами. Коли на листя сідає комаха або коли вона намагається поїдати лист, трихоми руйнуються й вивільняється 2-тридеканон, який є токсичним для комах (такі метаболіти називають детеррентами або антифідантами). У листях томату міститься глікоалкалоїд томатин.
Рослина крокіс (Cortamus tinctorius) відповідає на зараження патогенними грибами виробленням триацетиленового фітоалексину сафінолу. Водорості дінофлагеллати Gymnodinium breve виробляють сильні бреветоксини, що є бідством для прибережних районів, коли масово гине риба й отруюються люди (вода при цьому набуває червоного забарвлення у прибережних районах — подібно до того, як Ceratium hirundinella надає буроватий відтінок воді в Україні). Дінофлагеллат виробляє палітоксин й маїтотоксин (маїтотоксин є найбільшою з відомих природних мономерних молекул, він у 200 000 разів отруйніший, ніж цианіди натрію та калію).

Гліцеоллін

Стійкість дерева до гниття визначається наявністю у ньому стильбенів із антибактеріальними й протигрибковими властивостями. Наприклад, деревина сосни містить піносильвін, а евкаліпти багаті резвератролом. Резвератрол у листях арахісу виконує функцію фітоалексину.
У ході хімічного поєдинку із рослиною-господарем патогенні гриби здатні перетворювати фітоалексини у менш токсичні для них продукти. Наприклад, птерокарпанові алексини з солодкого й червоного клеверу метаболізуються трьома патогенними грибами — Botrytis cinerea, Colletotrichum cofeanum та Colletotrichum lindemuthianum — у менш токсичні сполуки за рахунок гіродксилювання й метилювання-деметилювання, а вієронепоксид відновлюється під дією B.cinerea у вієролепоксид, який має меншу антифунгальну активність.

## Запобігання
Заходи боротьби спрямовані насамперед на запобігання хворобам: дотримання законів землеробства і агротехніки, створенням цим самим найкращих умов для росту і розвитку сільськогосподарських культур, вирощування стійких до хвороб сортів і гібридів, створення здорового посівного і садивного матеріалу, застосування біологічних, фізичних, механічних і хімічних засобів захисту рослин, додержання карантинних заходів.
При промисловому виробництві посадкового матеріалу головною проблемою є низький процент виживання на етапі кліматичної інтеграції й слабкий ріст адаптованих мікророслин після висадження у відкритий ґрунт. Покращити мінеральне живлення й підвищити стійкість рослин до водного стресу може використання симбіотичних мікроорганізмів, які присутні у природних умовах проростання.

### Мікоризація
Мікоризація є зараженням рослин культурами мікоризних грибів. Цей спосіб, підвищує приживання, урожайність та стійкість рослин. Більшість видів наземних рослин (80-90 %) здатне до симбіотичної взаємодії із грибами відділу Glomeromycota, з представниками якого рослини утворюють арбускулярну мікоризу (АМ). Утворюючи симбіоз із корінням рослин, гіфи гриба збільшують площу абсорбції кореневої системи, завдяки чому у декілька разів підвищується всмоктувальна здатність, а мінеральні речовини надходять всередину кореня у легкозасвоюваній формі. Мікоризація коріння рослин може пригнічувати ріст й розвиток корtневих патогенних мікроорганізмів: ґрунтових грибів й бактерій. Після інокуляції АМ підвищувалася стійкість томату до зараження Fusarium oxysporum та Pseudomonas syringae, a казуарини — до зараження Fusarium vesicibesum. Розрізняють специфічні й неспецифічні механізми пригнічення мікоризними грибами патогенних організмів. Неспецифічні ефекти пов'язані із покращенням мінерального живлення рослини-господаря. Специфічна дія заснована на змінах, які зачіпають склад ризосферної мікрофлори, секреторну активність й анатомію (лігніфікація й суберинізація тканин) коріння, реалізацію захисних реакцій рослини.
АМ-гриби розповсюджені усюди, вони добре розвиваються у широкому діапазоні кислотності ґрунтів, температури, вологості та аерації. Арбускулярна мікориза здійснює загальностимулюючу дію на рослини, збільшує активність фотосинтезу, покращує водний статус й мінеральне живлення, впливає на фітогормональний статус, підвищує стійкість рослин до патогенів. АМ-гриби сприяють переведенню живильних речовин, зокрема фосфору та мікроелементів, у форми, доступні для рослин.
| Види АМ-грибів | Рослини                                                                     |
| --- | --------------------------------------------------------------------------- |
| Glomus epigaeum | Яблуня                                                                      |
| Glomus fasciculatum, G. caledonium, G. monosporum, G. constrictum, G. occultum, G. vesiforme, G. mosseae, Gigaspora margarita | Ківі (Actinidia deliciosa), Виноградна Лоза (Vitis sp.)                     |
| Glomus aggregatum, G.deserticola                                                                                              | Черешня (Prunus avium), Спірея (Spiraea vulgaris), Бузок (Syringa japonica) |
| Glomus fasciculatum, G. intraradices                                                                                          | Фініковая пальма (Phoenix dactylifera)                                      |
| Glomus mosseae, G. coronatum, G. caledonium                                                                                   | Алича (Prunus cerasifera)                                                   |
| Glomus intraradices, G. geosporum                                                                                             | Суниці (Fragaria ananassa)                                                  |
| Glomus intraradices, G. macrocarpum, G. mosseae                                                                               | Суниці (Fragaria ananassa, F. virginiana, F. vesca)                         |
| Glomus intraradices, G. fasciculatum, G. caledonium, G. monosporum                                                            | Черешня (Prunus avium)                                                      |

### Бактеризація
Метод бактеризації є не менш ефективним при клональному розмноженні, ніж мікоризація. Як і за мікоризації, симбіотичні бактерії розвиваються на живильному середовищі лише у присутності рослини й не потребують повторної інокуляції. Бактерії роду Pseudomonas стимулюють рsст рослин in vitro, покращують водний обмін, мінеральне живлення, а також підвищують стійкість до патогенних організмів при пересаджуванні. Для бактеризації частіше використовують стимулюючі ріст бактерії родів Pseudomonas, Bacillus, Azospirillum, Azotobacter та інші. Зараження рослин можна проводити як in vitro, так й ex vitro.